# Malou Berg
Malou Eva Berg, ursprungligen Marie-Louise Eva Berg, född 15 oktober 1950 i Stockholm, är en svensk artist, kompositör och sångtextförfattare.
Malou Berg studerade vid Adolf Fredriks musikskola, vid rytmiklärarutbildningen på Dalcroze-institutet, Birkagårdens folkhögskola samt Berklee College of Music. Hon är känd för sitt samarbete med Greta Zachrisson i duon Greta & Malou i Melodifestivalen 1977.

## Diskografi i urval

### Greta & Malou
Album
- 1977 – Greta & Malou

Singlar
- 1977 – "I Feel A Song (Boom Ba Ba Boom Ba Boom)"
- 1977 – "Åh, Vilken Sång"
- 1978 – "Sneaky Suspicious Feeling"

### Solo
Album
- 1981 – Jag Kan Flyga
- 1984 – Nu faller ljuset in i mig
- 1986 – Beam Of Light
- 1988 – Berörd
- 1995 – Den Inre Vägen
- 2003 – HOYA
- 2005 – Omine
- 2008 – AmaOna
- 2011 – Alignment
- 2013 – Breathe Out
- 2019 – LightSongs #1

Singlar
- 1979 – "Grace"
- 1979 – "Producenten" / "Zagedi Booba"
- 1989 – "Jag Har En Sång"
- 1989 – "Sorgen Och Glädjen"
- 2006 – "Omine" (promo)
- 2007 – "Solen Och Vinden"
- 2008 – "Happy Feet Song"

## Filmografi (urval)
- 1979 – Repmånad
- 1983 – Henrietta
- 1988 – Kråsnålen
- 1988 – Som man ropar (TV-serie)
- 1990 – Hjälten
- 1990 – Bulan